# Valentia (provincia romana)

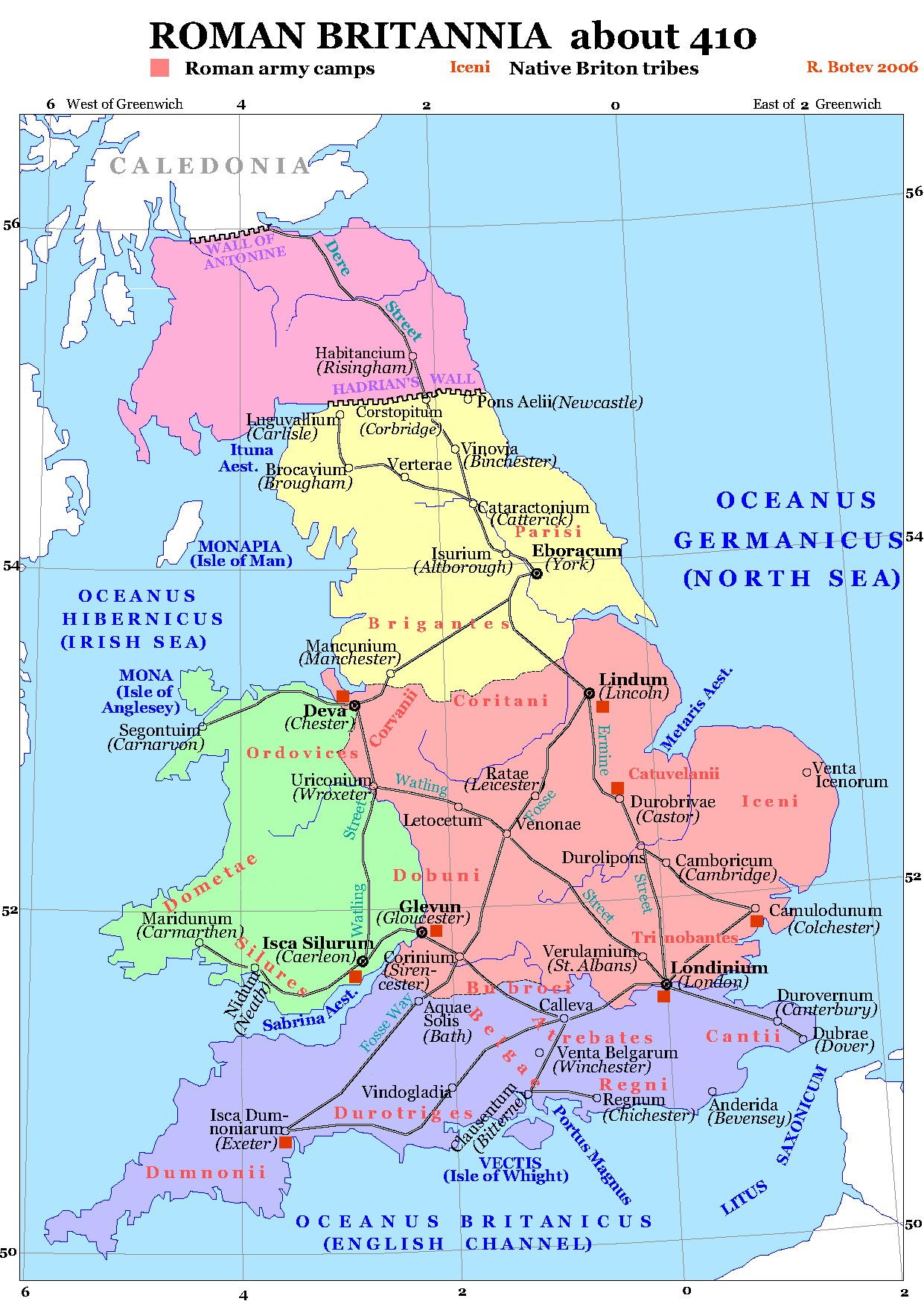
Provincias romanas de Britania hacia el año 410. Valentia está en la parte superior, en rosa.

Valentia era el nombre de una provincia romana constituida en la parte septentrional de la diócesis de Britania, con la provincia de Britania Secunda al sur, fundada por Flavio Teodosio en 369. No se conoce su capital con seguridad, aunque hay historiadores que señalan a una ciudad llamada Luguvalium junto al actual Carlisle. La provincia fue abandonada por los romanos en 410.

## Historia
En el año 368 Flavio Teodosio fue mandado a Britania por el emperador Valentiniano I con nuevas tropas y con la misión de poner fin a la Gran Conspiración, esto es, las incursiones en la provincia por parte de los bárbaros. A finales del año, los bárbaros habían sido rechazados hasta sus tierras de origen. Al año siguiente, creó una nueva división administrativa, sumando a las tradicionales cuatro provincias: Britania Prima, Britania Secunda, Flavia Caesariensis, Maxima Caesariensis una nueva provincia, cuyo nombre era muy probablemente en honor del emperador Valentiniano I: Valentia.
Según Amiano Marcelino esta quinta provincia se encontraba en torno a la Muralla de Adriano, pero sus límites exactos no son conocidos con precisión. Es probable que abarcara desde la Muralla de Adriano hasta la Muralla de Antonino. Los historiadores Montesanti y Frere sostienen que Luguvalium (la actual Carlisle) podría haber sido la capital de la provincia.
La Notitia Dignitatum (escrita hacia 394) cita la provincia como una de las cinco de la Britania romana, dándole una notable importancia.
Valentia permaneció en manos del Imperio romano por medio siglo, pues hacia el 410 los romanos se retiraron definitivamente de Britania, aunque según Frere, en torno al 420 los legionarios romanos hicieron una expedición militar y la población romanizada (aunque parcialmente) permaneció presente en el área meridional de la provincia de Valentia hasta la segunda mitad del siglo V.